# Nemo Studios
Nemo Studios foi um estúdio de gravação em Londres, planejado, construído e utilizado pelo compositor grego Vangelis entre os anos de 1975 e 1987. Vários destaques musicais da carreira de Vangelis foram compostas no estúdio.
O prédio do estúdio estava localizado no segundo andar da antiga escola Hampden Gurney, próximo ao Marble Arch. No entanto, a construção não mais existe.